# Franjo Šoštarić
Franjo Šoštarić, né le 1er août 1919 à Zagreb et mort le 27 août 1975 à Belgrade, est un footballeur international yougoslave. Il évoluait au poste de gardien de but.

## Biographie

### En club
Franjo Šoštarić est joueur du HAŠK Zagreb de 1940 à 1942,.
Il rejoint le Građanski en 1943. Le club dispute alors le Championnat de État indépendant de Croatie. Šoštarić est champion en 1943.
Après la dissolution du Građanski par le nouveau régime yougoslave, il devient joueur du Partizan Belgrade en 1946.
Il est sacré Champion de Yougoslavie lors des saisons 1946-47 et 1948-49.
Šoštarić raccroche les crampons en 1952.

### En équipe nationale
Franjo Šoštarić reçoit 18 sélections en Yougoslavie de 1946 à 1951,.
Le 11 octobre 1946, il dispute son premier match lors d'une rencontre en Coupe des Balkans contre la Roumanie (défaite 1-2 à Tirana.
Il fait partie du groupe yougoslave médaillé d'argent aux Jeux olympiques de 1948 : il dispute trois rencontres durant le tournoi.
Il est gardien titulaire lors de quatre rencontres des qualifications pour la Coupe du monde 1950 contre Israël et la France.
Il joue un dernier match avec la Yougoslavie le 24 juin 1951 contre la Suisse en amical (victoire 7-3 à Belgrade).

## Palmarès
| \| Građanski - Championnat de Croatie (1) : - Champion : 1943. \| \| Partizan Belgrade - Championnat de Yougoslavie (2) : - Champion : 1946-47 et 1948-49. - Coupe de Yougoslavie (1) : - Champion : 1946-47. \| |  | Yougoslavie - Jeux olympiques : - Argent : 1948.                                                                                         |
| Građanski - Championnat de Croatie (1) : - Champion : 1943. |  | Partizan Belgrade - Championnat de Yougoslavie (2) : - Champion : 1946-47 et 1948-49. - Coupe de Yougoslavie (1) : - Champion : 1946-47. |